# Duna: Proroctví
Duna: Proroctví je americký sci-fi televizní seriál Diane Ademu-Johna a Alisona Schapkera, který je vytvořený pro HBO. Děj se odehrává ve světě Duny Franka Herberta a zaměřuje se na původ sesterstva Bene Gesseritu, mocné sociální, náboženské a politické síly, jejíž členové po letech intenzivního fyzického a duševního tréninku mají nadlidské schopnosti a dovednosti. Duna: Proroctví je prequel k filmu Denise Villeneuvea Duna z roku 2021, který adaptuje první polovinu stejnojmenného románu z roku 1965 od Franka Herberta, a odehrává se asi 10 000 let před událostmi filmu. Děj čerpá z románové trilogie od Briana Herberta a Kevina J. Andersona, ale odehrává se po ní. Seriál produkuje Legendary Television a Schapker figuruje jako showrunner, spisovatel a výkonný producent.
V roce 2016 společnost Legendary Entertainment získala práva na televizní a filmové zpracování knižní série Duna a začala pracovat na dvoudílné filmové adaptaci, kterou měl režírovat Denis Villeneuve. O dva roky později, v roce 2019, si divize Legendary Television objednala další seriál inspirovaný Villeneuveovými filmy. Do roku 2019 se připojily různé kreativní osobnosti. Casting probíhal od listopadu 2022 do června 2023. Natáčení začalo v listopadu 2022 v Budapešti a Jordánsku a skončilo v prosinci 2023. První sezóna Duna: Proroctví měla premiéru 17. listopadu 2024 s převážně pozitivními recenzemi. Šestá epizoda by měla vyjít 22. prosince 2024.

## Děj
Seriál se odehrává 10 000 let před událostmi filmu Duna (2021) a sleduje sestry Valyu a Tulu Harkonnenovy, které bojují se silami ohrožujícími budoucnost lidstva a připojují se k bájnému sesterstvu známému jako Bene Gesserit.

## Obsazení a postavy

### Hlavní role
- Emily Watson (v českém znění Simona Vrbická[1]) jako matka představená Valya Harkonnen, vůdkyně sesterstva Bene Gesserit
  - Jessica Barden (v českém znění Anežka Saicová[1]) jako mladá Valya, ambiciózní, tvrdohlavá a energická žena, která sní o obnovení vznešeného postavení své rodiny.
- Olivia Williams (v českém znění Adéla Kubačáková[1]) jako sestra Tula Harkonnen, sestra Valya a Ctihodná matka
  - Emma Canning jako mladá Tula
- Travis Fimmel (v českém znění Marek Holý[1]) jako Desmond Hart, charismatický voják s tajemnou minulostí, který se snaží získat císařovu důvěru na úkor sesterstva Bene Gesserit.
- Mark Strong (v českém znění Jakub Saic[1]) jako imperátor Javicco Corrino, muž z velké linie válečných císařů, který je povolán, aby vládl Impériu a řídil křehký mír.
- Jodhi May (v českém znění Lucie Kožinová[1]) jako imperátorova manželka Natalya, impozantní vládkyně, která ve svém manželství s císařem Corrinem spojila tisíce světů.
- Sarah-Sofie Boussnina (v českém znění Tereza Bebarová[1]) jako princezna Ynez, nezávislá mladá princezna, která se vyrovnává s nároky své odpovědnosti jako dědičky imperátorova trůnu.
- Josh Heuston (v českém znění Robert Hájek[1]) jako Constantine Corrino, nemanželský syn Javicca, který je rozpolcen mezi hledáním souhlasu svého otce a vlastním štěstím.
- Chris Mason (v českém znění Pavel Dytrt[1]) jako Keiran Atreides, mistr šermíř na imperátorském dvoře.
- Chloe Lea (v českém znění Silvie Matičková[1]) jako Lila, nejmladší akolytka na škole sesterstva Bene Gesserit s hlubokou empatií, která přesahuje její věk.
- Jade Anouka (v českém znění Johana Krtičková[1]) jako sestra Theodosia, talentovaná a ambiciózní akolytka sesterstva Bene Gesserit, která skrývá nebezpečné tajemství o své minulosti.
- Shalom Brune-Franklin (v českém znění Helena Němcová[1]) jako Mikaela, fremenská žena se silnou vůlí, která slouží vládnoucí rodině a touží po domovské planetě Arrakis, kterou nikdy nepoznala.
- Edward Davis (v českém znění Roman Hajlich[1]) jako Harrow Harkonnen, synovec Valyi a rostoucí politik z kdysi významné rodiny, který chová silnou touhu pozvednout svůj rod do jeho bývalé slávy.
- Faoileann Cunningham (v českém znění Nikola Heinzlová[1]) jako sestra Jen, divoká, nepředvídatelná akolytka sesterstva Bene Gesserit, která jen zřídka odhalí své emocionální nitro.
- Aoife Hinds (v českém znění Lucie Kušnírová[1]) jako sestra Emeline, horlivá akolytka, která do svého výcviku sesterstva Bene Gesserit vnáší vroucí fanatismus.
- Mark Addy (v českém znění Martin Zahálka[1]) jako Evgeny Harkonnen, hlava rodu Harkonnenů a strýc Valyi a Tuly.

### Vedlejší role
- Barbara Marten jako sestra Avila, pobočnice Valyi. 
  - Sarah Oliver-Watts jako mladá Avila, jedna z Doroteiných následovnic.

### Hostující role
- Jihae (v českém znění Jitka Moučková[1]) jako Ctihodná matka Kasha Jinjo, imperátorova Mluvčí pravdy, která o své loajalitě k Sesterstvu začala pochybovat.
  - Yerin Ha jako mladá Kasha.
- Cathy Tyson (v českém znění Petra Jindrová[1]) jako matka představená Raquella Berto-Anirul, zakladatelka Sesterstva.
- Camilla Beeput (v českém znění Lucie Kušnírová[1]) jako Ctihodná matka Dorotea, zbožná Ctihodná matka a Raquellina vnučka.
- Hannah Khalique-Brown jako sestra Farouz, akolytka Sesterstva.
- Brendan Cowell (v českém znění Martin Zahálka[1]) jako vévoda Ferdinand Richese.
- Charlie Hodson-Prior (v českém znění Daniel Gabriel[1]) jako lord Pruwet Richese, syn Ferdinanda.
- Flora Montgomery jako Ctihodná matka Vera, Mluvčí pravdy rodu Richese.
- Laura Howard jako vévodkyně Orla Richese
- Tessa Bonham Jones (v českém znění Anežka Saicová[1]) jako lady Shannon Richese
- Sam Spruell jako Horace, člen povstání proti Velkorodům
- Karima McAdams jako sestra Nazir, lékařka Suk, která byla dříve školena Sesterstvem
- Polly Walker jako Sonia Harkonnen, matka Valyi a Tuly
- Earl Cave jako Griffin Harkonnen, bratr Valyi a Tuly
- David Bark-Jones jako Vergyl Harkonnen, otec Valyi a Tuly.
- Ludovic Hughes (v českém znění Jan Battěk[1]) jako Ronan Atreides.
- Milo Callaghan jako Orry Atreides.
- Archie Barnes (v českém znění Jindřich Žampa[1]) jako Albert, jediný, kdo přežil masakr Atreidů zosnovaný Tulou.
- Tabu jako sestra Francesca, mocná Bene Gesseriťanka a bývalá císařova milenka, jejíž návrat do paláce „napíná rovnováhu sil v hlavním městě“. 
  - Charithra Chandran jako mladá Francesca, jejíž raný život a románek s císařem jsou vidět ve flashbacích.
- John Nolan (v českém znění Pavel Trávníček[1]) jako předsedající Landsraadu, nejvyšší rady Velkorodů.

## Seznam dílů
| Č. v seriálu | Původní název         | Český název         | Režie            | Scénář                                       | Premiéra           |
| ------------ | --------------------- | ------------------- | ---------------- | -------------------------------------------- | ------------------ |
| 1            | The Hidden Hand       | Skrytá síla         | Anna Foerster    | Diane Ademu-John                             | 17. listopadu 2024 |
| 2            | Two Wolves            | Dva vlci            | John Cameron     | Elizabeth Padden a Kor Adana                 | 24. listopadu 2024 |
| 3            | Sisterhood Above All  | Sesterstvo nade vše | Richard J. Lewis | Monica Owusu-Breen a Jordan Goldberg         | 1. prosince 2024   |
| 4            | Twice Born            | Dvakrát zrozený     | Richard J. Lewis | Kevin Lau a Suzanne Wrubel                   | 8. prosince 2024   |
| 5            | In Blood, Truth       | Pravda v krvi       | Anna Foerster    | Carlito Rodriguez a Leah Benavides Rodriguez | 15. prosince 2024  |
| 6            | The High-Handed Enemy | Panovačný nepřítel  | Anna Foerster    | Elizabeth Padden a Suzanne Wrubel            | 22. prosince 2024  |

## Hudba
Jón Þór Birgisson byl původně zamýšlen jako osoba, která složí hudbu. Nicméně od října 2023 byl pověřen napsáním hudby pro tento seriál Volker Bertelmann.